# 天主的羔羊

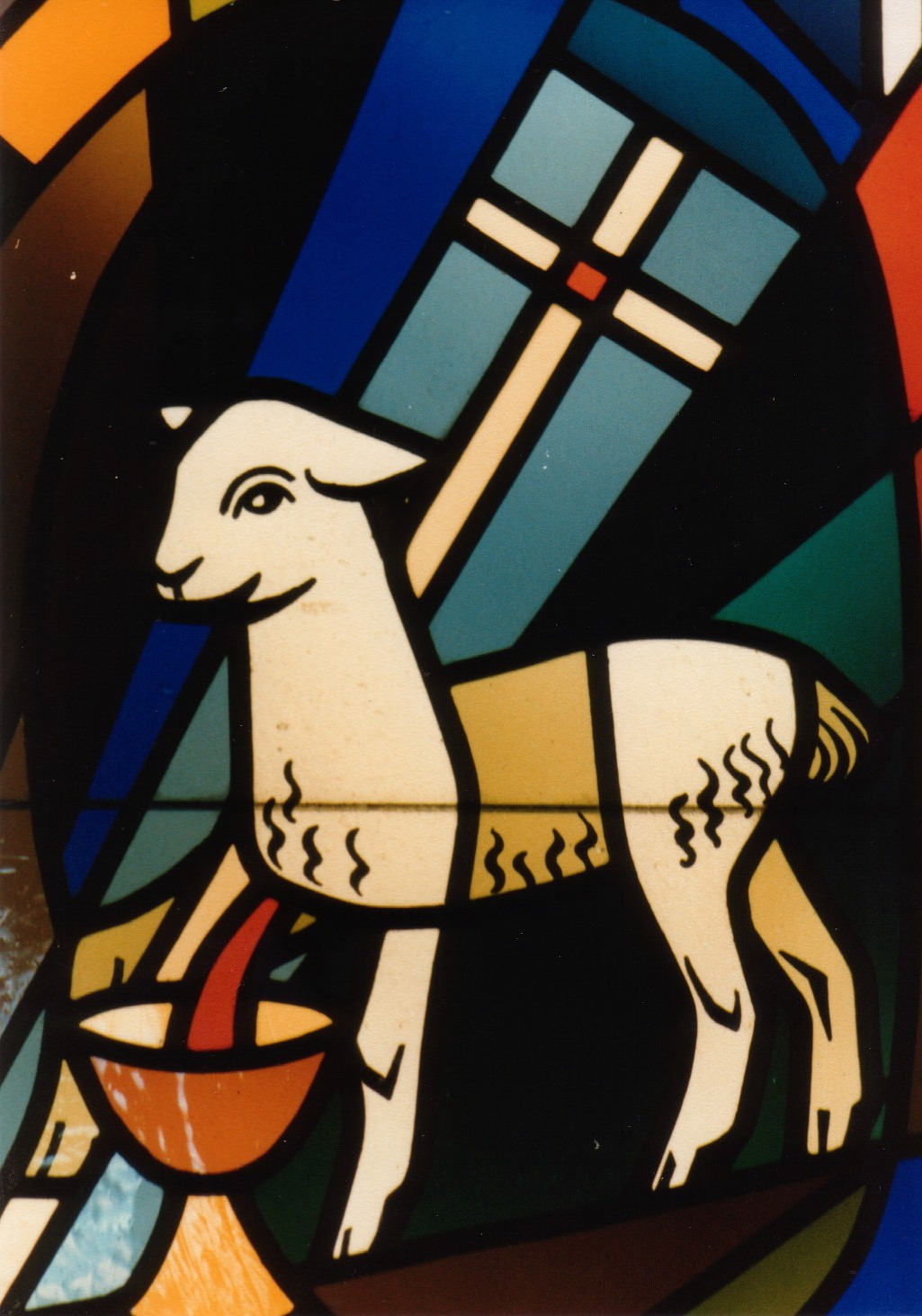
美國加州El Cajon浸信會教堂中，玻璃彩繪上的上帝羔羊

天主的羔羊（拉丁語：Agnus Dei；或译上帝的羔羊、神的羔羊），是天主教中耶稣的称号之一，出自福音書作者約翰所著《约翰福音》第1章第29节记载的施洗者约翰（天主教汉译：圣若翰洗者）指耶稣为人类的救主、默西亞/尼西亞（基督）的话“看，天主的羔羊，除免世罪者!”。

## 神学意义
在基督教神學原指基督耶穌作為理想的「為全人類贖罪」的代罪羔羊的角色，這比喻源自古猶太教在踰越節時屠宰小羊，將羊血塗在門戶邊上的獻祭儀式。

## 禮拜儀式祷文及配乐

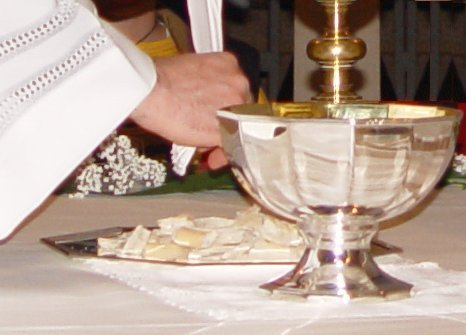
分餅禮之際，｢天主的羔羊」被唱或說出。

《羔羊颂》（拉丁語：Agnus Dei）是天主教會羅馬禮的彌撒、圣公宗和信义宗高派教会的聖餐禮、東儀天主教會的礼拜仪式禮儀中的一部分，在分餅禮同時被唱或說出，被用作祈禱文，內容是崇拜者向神的羔羊耶穌祈求和平。據說這是由教宗塞尔吉乌斯一世（687－701年在位）因拒絕禁止以羔羊描繪基督的特勞拉大公會議（英語：Quinisext Council 或 Council in Trullo）就將這首來自敘利亞基督教呼求天主的羔羊的傳統聖詠加入羅馬禮彌撒。
拉丁语祈禱文如下：
Agnus Dei, qui tollis peccata mundi, miserere nobis.
Agnus Dei, qui tollis peccata mundi, miserere nobis.
Agnus Dei, qui tollis peccata mundi, dona nobis pacem.
天主教彌撒汉譯為：
除免世罪的天主羔羊，求你垂憐我們。
除免世罪的天主羔羊，求你垂憐我們。
除免世罪的天主羔羊，求你賜給我們平安。
《羔羊頌》正如其他的弥撒祈祷经文，被不少作曲家配上音樂，通常會被用作彌撒曲的一部分但亦有被獨立唱頌的場合。較具知名度的作品有塞缪尔·巴伯（1910－1981）的弦樂柔板四重奏的拉丁語八聲部合唱改編版。

## 图像

摩拉维亚弟兄会的圖章

在基督教藝術中，Agnus Dei經常被繪畫成一只承擔著十字架的小羊。
摩拉维亚弟兄会的圖章亦使用了這圖案並在周圍刻上字句「Vicit agnus noster, eum sequamur」。（我們的小羊得勝了，讓我們跟隨他。）

### 引用
1. ↑  《约翰福音》第1章第29节
2. ↑  参见 "Agnus Dei" （页面存档备份，存于） article from The Catholic Encyclopedia
3. ↑  .   [2016-05-16]. （原始内容存档于2014-06-13）.